# Прыгающие почтальоны
Прыгающие почтальоны (англ. mail jumper) — работники почты в штате Висконсин, выполняющие свою работу необычным образом. Их перевозят по водоему на судне. Человек спрыгивает с судна на причал, кладет входящую почту в почтовый ящик, забирает исходящую почту и прыгает обратно на лодку. Лодка продолжает двигаться в медленном и устойчивом темпе (около 8 км/ч) в то время, как почтальон прыгает.

## Озеро Дженива

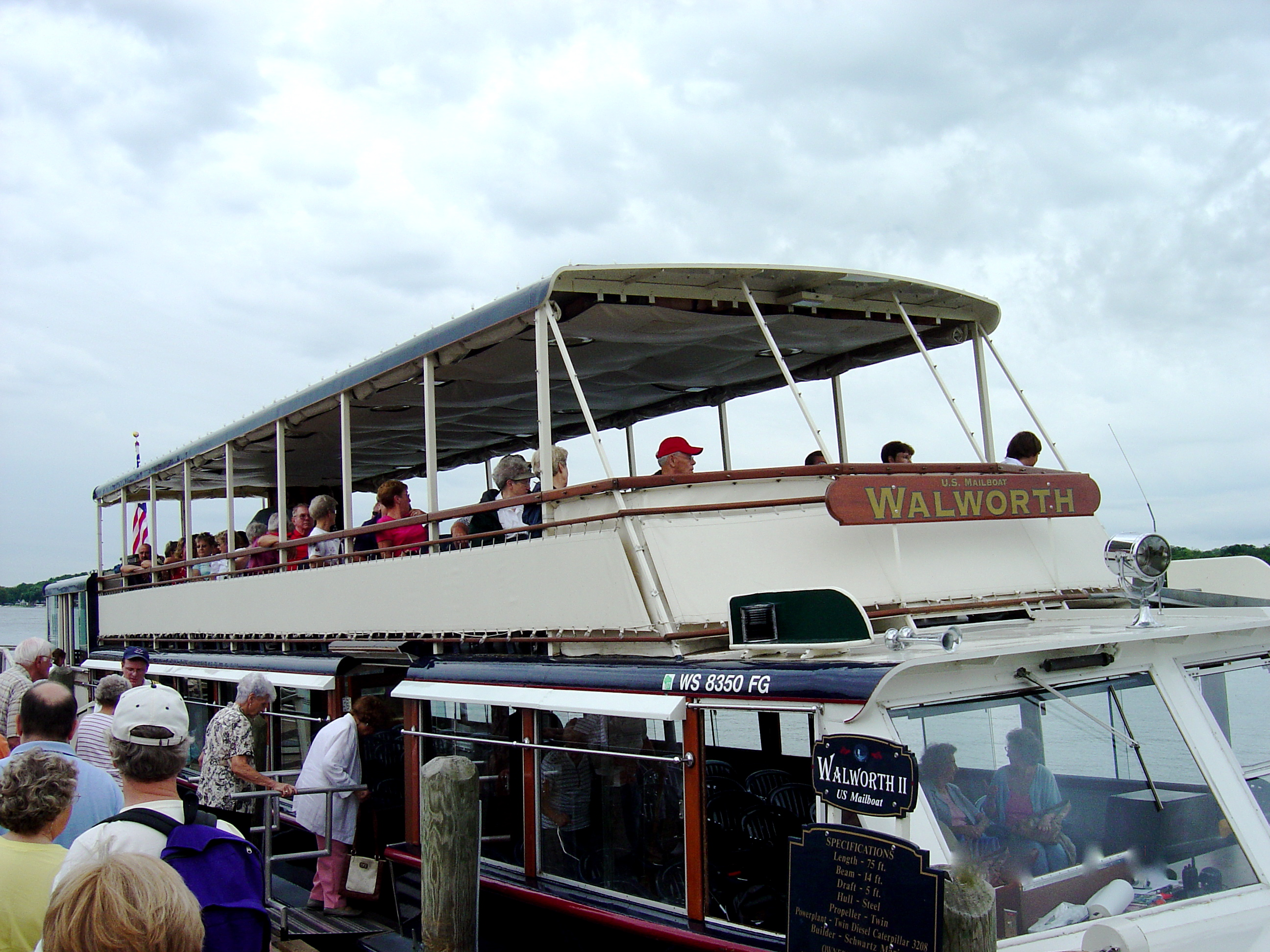
Walworth II на озере Дженива

Систему доставки почты с прыжками начали использовать в домах, окружающих озеро Дженива в округе Уолуэрт, штат Висконсин, США, ещё до того, как в конце XIX века вокруг озера были построены первые дороги (почту доставляют таким образом с 1873 года). «Приличные дороги» вокруг озера были построены только в 1920-х годах. Местный житель рассказал: «Было время во время войны, когда все действительно рассчитывали на почтовый корабль. У нас не было телевизора, компьютеров и всего такого, поэтому все собирались, чтобы встретить почтовый корабль». Некоторые жители до сих пор используют лодки в качестве основного средства передвижения до своих летних домов на озере.
Ежегодно летом с 15 июня по 15 сентября для доставки почты от имени Почтовой службы США нанимаются шесть человек. До 1974 года пока не была нанята первая женщина, использовались только почтальоны-мужчины. С тех пор этой работой занимаются в основном женщины. Рабочий день начинается ежедневно в 7 утра с сортировки почты. Доставка начнется в 10 часов утра на борту американского почтового судна Walworth II. Почта доставляется примерно в 60 домов. Завершается доставка примерно к 13:00. Хотя бы один раз за свою карьеру почтальон, прыгая на судно, промахивается и работает остаток дня мокрым.
Круизные линии озера Дженива эксплуатируют судно с 1916 года. На борту судна находится около 160 туристов. Большинство почтовых отправлений загружены на полную мощность. Ожидается, что почтальоны смогут выступать в роли гидов, пока тур проходит мимо исторических летних домиков и Йеркской обсерватории. Служащих нанимают в частном порядке круизные компании, и они тесно сотрудничают с Почтовой службой США. Walworth II — единственное судно для подобного рода доставки почты в Соединённых Штатах.

## В культуре
Ведущий Travel Channel Эндрю Циммерн в одном из эпизодов своего шоу «Причудливый мир» работал прыгающим почтальоном.
Станция WUWM 6 августа 2014 сделала выпуск о прыгающих почтальонах.
Ютубер Том Скотт попробовал работу прыгающего почтальона 6 августа 2022 года.